# Polo di mantenimento dei mezzi di telecomunicazione elettronici e optoelettronici
Il Polo di mantenimento dei mezzi di telecomunicazione elettronici e optoelettronici (Pol.Mant.E.O) è un ente alle dipendenze del Comando logistico dell'Esercito (ex Ispettorato logistico).
Venne istituito con Decreto di struttura del 20 gennaio 1998, in attuazione del Decreto Legislativo 28 novembre 1997, n. 459, sulla riorganizzazione dell'area tecnico-industriale del Ministero della difesa.
Lo scopo di questo Ente è curare la manutenzione delle apparecchiature elettroniche, optoelettroniche e di telecomunicazione appartenenti ai Reparti dell'Esercito italiano e del relativo supporto tecnico logistico.
Funge inoltre anche da deposito di armamenti, equipaggiamenti e mezzi a disposizione del Comando militare della Capitale disponendo nel proprio parco mezzi di diversi BV-206, alcuni cingolati tipo M113 e AAV7 oltre ai ruotati Iveco VM 90, Iveco VM 90 e alcuni autocarri.
Vi opera personale sia civile che militare (ufficiali del corpo degli ingegneri), mentre la sicurezza dell'installazione è affidata al personale del 44º Reggimento sostegno TLC "Penne".
Il 18 novembre 2009 il ministro della Difesa, di concerto con il ministro per la Pubblica Amministrazione e l'Innovazione e con il ministro dell'Economia e delle Finanze, ha emanato un decreto per la riorganizzazione dell'ente.